# Korsnäs IF
Korsnäs IF (KIF) är en idrottsförening hemmahörande i Falun. Namnet till trots är större delen av verksamheten inte förlagd i Korsnäs utan i grannstadsdelen Hosjö. Föreningen, som grundades 1904, består idag av fyra fristående klubbar för fotboll, skidor, orientering respektive bågskytte. En "idrottsallians" (samarbetsorgan) finns för det gemensamma namnets och "arvets" skull. I Hosjö ligger fotbollsklubbens hemmaarena Lindvallen (i Falun) liksom orienterarnas och skidåkarnas gemensamma klubbstuga Pumpen. Vid den senare finns längdskidspår. Orienterarna och skidåkarna har även en gemensam klubbtidning som heter Kom I Form.
Klubbarna i alliansen är:
- Korsnäs IF Bågskytte
- Korsnäs IF Fotboll
- Korsnäs IF Skidklubb
- Korsnäs IF Orientering

## Fotboll
Herrlaget nådde sina största framgångar 1987 och 1997. 1987 blev A-laget 4:a i division 3 och 1997 kvalade man till division 2 men förlorade mot Spånga. Herrlaget spelar 2025 i Division 2 norra Svealand. Damlaget spelar 2009 i Division 2 Norra Svealand. 
2009 vann Korsnäs P16-lag DD-cup och blev Dalarnas bästa lag i sin ålder. Klubbens hemmaarena heter Lindvallen och ligger i västra delen av Hosjö.
Korsnäs IF Fotboll har även en kamplåt som heter Kif i mitt hjärta.

### A-lags Truppen (Herr)
(L) = in lånad
| Nr | Land    | Pos | Namn                    |
| -- | ------- | --- | ----------------------- |
| 1  | Sverige | MV  | Edvin Wiklund           |
| 23 | Sverige | MV  | Alvin Olsson Lindh      |
| 25 | Sverige | MV  | Axel Rindeskog          |
| 3  | Sverige | F   | Emil Rombin             |
| 4  | Sverige | F   | Max Källberg            |
| 6  | Sverige | F   | Alexander Norlund       |
| 12 | Sverige | F   | Lucas Jonsson           |
| 14 | Sverige | F   | Isak Källberg           |
| 15 | Sverige | F   | Elias Josefsson Östling |
| 18 | Sverige | F   | Mikael Kapla            |
| 22 | Sverige | F   | Karl Henninger          |
| 2  | Sverige | MF  | Albin Krång             |

| Nr | Land     | Pos | Namn                   |
| -- | -------- | --- | ---------------------- |
| 5  | Uganda   | MF  | Fahad Shariff          |
| 8  | Sverige  | MF  | Frej Rydstrand         |
| 9  | Sverige  | MF  | Adam Rombin            |
| 16 | Sverige  | MF  | Dennis Lützow          |
| 17 | Sverige  | MF  | Nils Garpedal          |
| 19 | Sverige  | MF  | Oskar Haglund          |
| 21 | Sverige  | MF  | Karl Johansson         |
| 24 | Thailand | MF  | Anders Forsling        |
| -  | Sverige  | A   | Petter Forslund        |
| 10 | Sverige  | A   | Marcus Bergsten        |
| 11 | Sverige  | A   | Romeo Norberg Mwangala |
| 20 | Sverige  | A   | Joakim Hagbohm         |

## Korsnäs IF Skidklubb

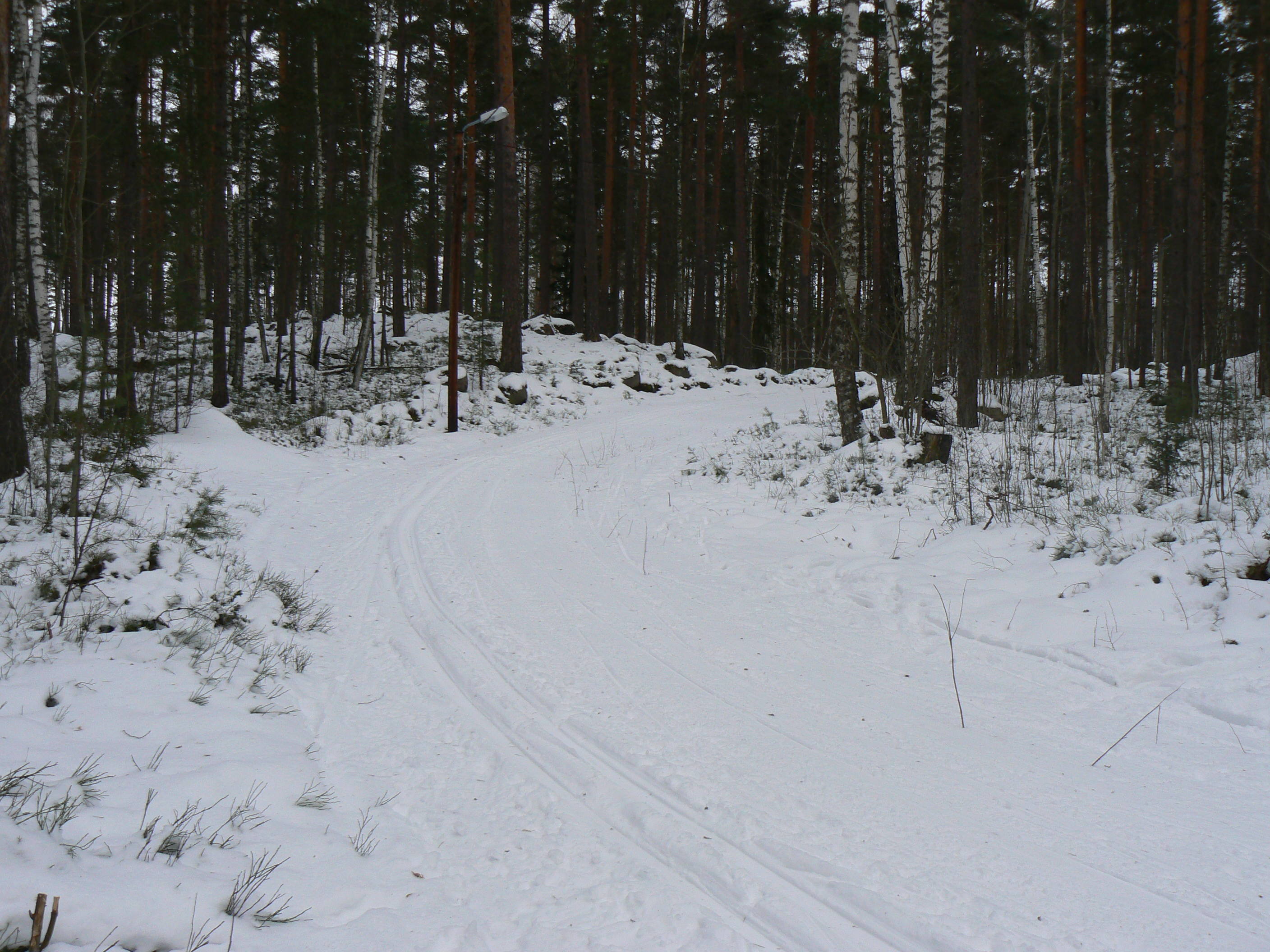
Bild från skidklubbens elljusspår. Samma skog är centrum för orienteringsklubbens träningsverksamhet

Korsnäs IF Skidklubb är en skidklubb som har sin verksamhet huvudsakligen i ytterstadsdelen Hosjö i Falun. Dess tävlande medlemmar är i allmänhet på motionärsnivå. Klubben har en välutvecklad ungdomsverksamhet och bedriver träningar i form av terränglöpning under barmarkssäsongen.
Korsnäs IF Skidklubb delar klubbstugan Pumpen i östra Hosjö med Korsnäs IF Orientering. Vid klubbstugan har man en liten skidstadion varifrån klubbens skidspår utgår. Hit hör Hosjös elljusspår, som har längden 4,7 kilometer. Man har också ett längre skidpår, Hagtäktspåret, som förutom elljusspåret utnyttjar skogsgrusvägar öster om detta. Det spåret är, med elljusspåret inräknat, cirka 15 kilometer långt.  Under 1990-talet tillhandahöll föreningen telefontjänsten "Kalla linjen". Genom att ringa ett visst telefonnummer kom man till en telefonsvarare som läste upp ett meddelande om vilka av klubbens skidspår som vid det aktuella tillfället var preparerade och hur det stod till med deras kvalitet etc.
Till åkare som i yngre år tävlat för Korsnäs IF Skidklubb hör Sara Lindborg, som idag tävlar för Falun-Borlänge Skidklubb och ingår i det svenska landslaget.